# Elezioni statali in Schleswig-Holstein del 2022
Le elezioni statali in Schleswig-Holstein del 2022 si sono tenute l'8 maggio e hanno visto il rinnovo dei membri del Landtag dello Schleswig-Holstein. Il governo uscente era composto da una coalizione tra CDU, Verdi e Liberali.

## Sistema elettorale
Il Landtag è eletto tramite un sistema misto. 35 membri sono eletti in collegi uninominali con il maggioritario (mandati diretti) e 34 vengono eletti tramite un sistema proporzionale di compensazione. Gli elettori hanno due voti: il primo per eleggere i mandati diretti, mentre il secondo per votare le liste dei partiti, da cui derivano i parlamentari eletti proporzionalmente. La dimensione minima del Landtag è di 69 membri, ma si possono anche aggiungere seggi come correttivi proporzionali del maggioritario. Infine, è presente una soglia di sbarramento del 5%: i partiti che non la superano non possono ottenere seggi. Sono esentati da questa norma i partiti che rappresentano la minoranza danese e frisone, come l'Associazione degli Elettori del Sud Schleswig.

## Quadro politico

### Partiti con rappresentanza parlamentare prima delle elezioni
| Nome | Nome  | Nome                                                                                | Ideologia                               | Risultati del 2017 | Risultati del 2017 |
| Nome | Nome  | Nome                                                                                | Ideologia                               | %                  | Seggi              |
| ---- | ----- | ----------------------------------------------------------------------------------- | --------------------------------------- | ------------------ | ------------------ |
|      | CDU   | Unione Cristiano-Democratica di Germania Cristlich Demokratische Union Deutschlands | Cristianesimo democratico               | 32,0%              | 25 / 73            |
|      | SPD   | Partito Socialdemocratico di Germania Sozialdemokratische Partei Deutschlands       | Socialdemocrazia                        | 27,3%              | 21 / 73            |
|      | Grüne | Alleanza 90/I Verdi Bündnis 90/Die Grünen                                           | Ambientalismo                           | 12,9%              | 10 / 73            |
|      | FDP   | Partito Liberale Democratico Freie Demokratische Partei                             | Liberalismo classico                    | 11,5%              | 9 / 73             |
|      | AfD   | Alternativa per la Germania Alternative für Deutschland                             | Populismo di destra                     | 5,9%               | 5 / 73             |
|      | SSW   | Associazione degli Elettori del Sud Schleswig Südschleswigscher Wählerverband       | Tutela della minoranza danese e frisone | 3,3%               | 3 / 73             |

### Altri partiti
- Die Linke

### Sondaggi
| Data                | Campione | CDU  | SPD  | Grüne | FDP | AfD | Linke | SSW | Vantaggio | Fonte |
| ------------------- | -------- | ---- | ---- | ----- | --- | --- | ----- | --- | --------- | ----- |
| Data                | Campione |      |      |       |     |     |       |     | Vantaggio | Fonte |
| 4-6 maggio 2022     | 918      | 39   | 17,5 | 17,5  | 7   | 5,5 | 2     | 5,5 | 21,5      |       |
| 2-5 maggio 2022     | 1 704    | 38   | 18   | 18    | 8   | 6   | -     | 6   | 20        |       |
| 25 apr-2 mag 2022   | 1 000    | 36   | 20   | 16    | 9   | 6   | 3     | 5   | 16        |       |
| 25-29 aprile 2022   | 913      | 39   | 18,5 | 17,5  | 7   | 5   | 2     | 5   | 20,5      |       |
| 25-28 aprile 2022   | 1 011    | 38   | 19   | 17    | 7   | 6   | 3     | 5   | 19        |       |
| 25-27 aprile 2022   | 1 530    | 38   | 19   | 16    | 9   | 5   | -     | 5   | 19        |       |
| 16-23 aprile 2022   | 920      | 39,5 | 21   | 16    | 7   | 4.5 | 2     | 4   | 18,5      |       |
| 13-19 aprile 2022   | 1 172    | 38   | 20   | 16    | 9   | 6   | -     | 4   | 18        |       |
| 23 mar-2 apr 2022   | 950      | 37   | 22   | 17    | 6.5 | 4.5 | 2     | 4   | 15        |       |
| 24-29 marzo 2022    | 1 158    | 36   | 20   | 18    | 8   | 6   | -     | 4   | 16        |       |
| 21-28 marzo 2022    | 1 008    | 28   | 27   | 16    | 11  | 6   | 3     | 4   | 1         |       |
| 3-11 marzo 2022     | 1 020    | 35   | 19,5 | 19,5  | 9   | 5   | 2,5   | 5   | 15,5      |       |
| 3-8 marzo 2022      | 1 168    | 33   | 20   | 20    | 9   | 6   | 3     | 4   | 13        |       |
| 10-19 febbraio 2022 | 2 000    | 30   | 25   | 17    | 9   | 6   | 3     | 5   | 5         |       |
| 24-31 gennaio 2022  | 1 003    | 25   | 28   | 15    | 12  | 7   | 4     | 3   | 3         |       |
| 19-27 gennaio 2022  | 1 390    | 31   | 25   | 17    | 8   | 6   | 2     | 5,5 | 6         |       |
| 13-18 gennaio 2022  | 1 167    | 28   | 23   | 20    | 10  | 7   | 3     | 4   | 5         |       |

I sondaggi sottostimarono leggermente, di circa 4%, la CDU, mentre i Verdi e la SSW ricevettero una giusta stima. SPD, FDP, AfD e Linke, invece, vennero sovrastimati.

### Exit poll
| Ora   | CDU   | Grüne | SPD   | FDP  | SSW  | AfD  | Linke | Fonte |
| ----- | ----- | ----- | ----- | ---- | ---- | ---- | ----- | ----- |
| Ora   |       |       |       |      |      |      |       | Fonte |
| 18:00 | 43%   | 17%   | 15,5% | 7%   | 6%   | 4,9% | 1,7%  |       |
| 18:03 | 41%   | 19,5% | 16%   | 7%   | 6%   | 4,5% | -     |       |
| 19:00 | 42,6% | 17,5% | 15,7% | 6,8% | 6,1% | 4,8% | -     |       |
| 19:23 | 42,4% | 17,9% | 15,6% | 6,8% | 6,2% | 4,4% | -     |       |
| 20:00 | 43,5% | 17,8% | 16%   | 6,5% | 5,8% | 4,7% | 1,5%  |       |

## Risultati
| Partito | Partito                                             | Maggioritario | Maggioritario | Maggioritario | Maggioritario | Proporzionale | Proporzionale | Proporzionale | Proporzionale | Seggi totali | +/-     |
| Partito | Partito                                             | Voti          | %             | +/-           | Seggi         | Voti          | %             | +/-           | Seggi         | Seggi totali | +/-     |
| ------- | --------------------------------------------------- | ------------- | ------------- | ------------- | ------------- | ------------- | ------------- | ------------- | ------------- | ------------ | ------- |
|         | Unione Cristiano-Democratica di Germania (CDU)      | 577 477       | 41,9          | 3,3           | 32            | 601 943       | 43,4          | 11,4          | 2             | 34           | 9       |
|         | Alleanza 90/I Verdi (Grüne)                         | 260 081       | 18,9          | 9,9           | 3             | 254 124       | 18,3          | 5,4           | 11            | 14           | 4       |
|         | Partito Socialdemocratico di Germania (SPD)         | 284 280       | 20,6          | 12,1          | -             | 221 536       | 16,0          | 11,3          | 12            | 12           | 9       |
|         | Partito Liberale Democratico (FDP)                  | 84 492        | 6,1           | 1,1           | -             | 88 613        | 6,4           | 5,1           | 5             | 5            | 4       |
|         | Associazione degli Elettori del Sud Schleswig (SSW) | 48 551        | 3,5           | 1,5           | -             | 79 300        | 5,7           | 2,4           | 4             | 4            | 1       |
|         |                                                     |               |               |               |               |               |               |               |               |              |         |
|         | Alternative für Deutschland (AfD)                   | 62 410        | 4,5           | 0,4           | -             | 61 169        | 4,4           | 1,5           | -             | -            | 5       |
|         | Die Linke (Linke)                                   | 29 694        | 2,2           | 1,3           | -             | 23 035        | 1,7           | 2,1           | -             | -            | Stabile |
|         | Altri                                               | 31 619        | 2,1           | 0,3           | -             | 57 646        | 4,0           | 0,7           | -             | -            | Stabile |
| Totale  | Totale                                              | 1 378 604     | 100,00        |               | 35            | 1 387 366     | 100,00        |               | 34            | 69           |         |
| Fonte   |                                                     |               |               |               |               |               |               |               |               |              |         |

## Conseguenze del voto

### Differenze con le precedenti elezioni
La CDU è rimasta primo partito, aumentando però considerevolmente i suoi consensi, mentre l'SPD, che nel 2017 si classificò secondo, ha subito un grande crollo, come l'FDP, che ha quasi dimezzato i suoi seggi. Sono aumentati invece, in misura minore rispetto alla CDU, i Verdi e la SSW; quest'ultima è riuscita a superare il 5%, sebbene fosse superfluo perché è esente dalla soglia di sbarramento. Sotto di essa invece si sono posizionati l'AfD che, per la prima volta in un'elezione statale, ha perso tutti i seggi, mentre Die Linke ha dimezzato il suo elettorato, rimanendo però con seggi invariati, poiché anche nel 2017 non era entrata nel Landtag.

### Formazione di un governo
La CDU per un seggio non ha potuto formare un governo monocolore perciò, invece che allearsi con il FDP, ha deciso di formare una maggioranza più solida con i Verdi.